# Waverley n.º 44
Waverley n.º 44 es un municipio rural canadiense situado en la provincia de Saskatchewan.

## Superficie
Waverley n.º 44 tiene una superficie de 1425,78 km².

## Demografía
En 2021, tenía 295 habitantes, una densidad poblacional de 0,2 hab./km², y 143 viviendas.